# Oncopsis alni
Oncopsis alni är en insektsart som beskrevs av Franz Paula von Schrank 1801. Oncopsis alni ingår i släktet Oncopsis och familjen dvärgstritar. Arten är reproducerande i Sverige. Inga underarter finns listade i Catalogue of Life.

## Bildgalleri

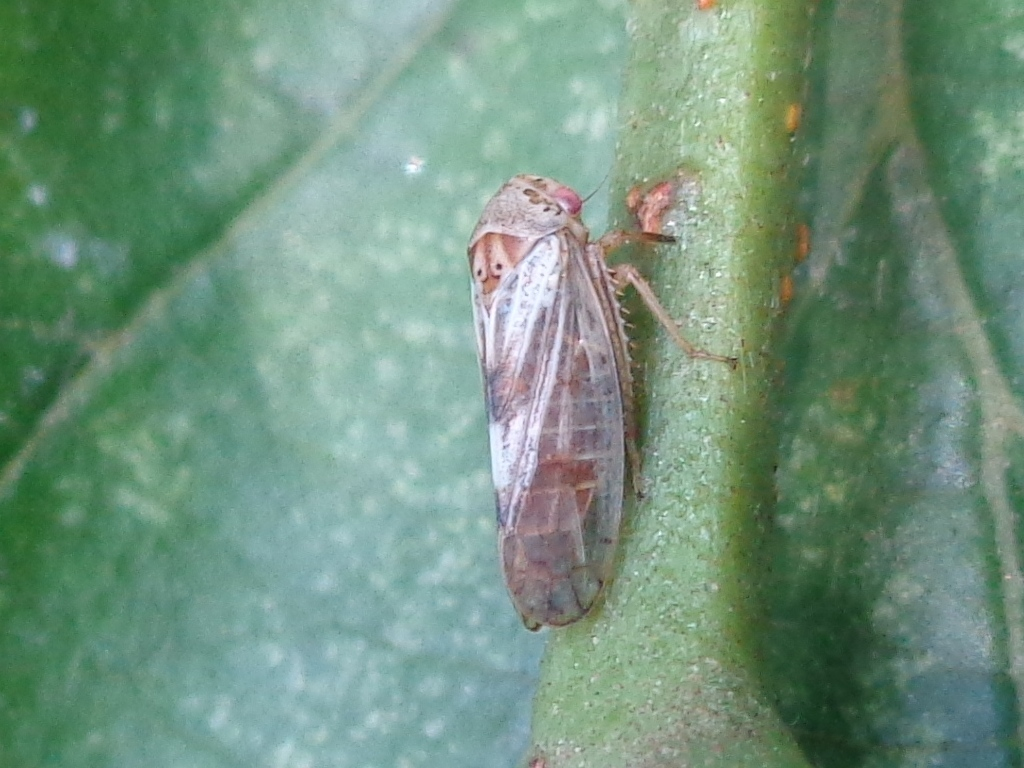